# Jytte Rex
Jytte Maria Rex (født 19. marts 1942 på Frederiksberg) er en dansk billedkunstner og filminstruktør.
Jytte Rex blev tresproglig korrespondent i 1962 men begyndte allerede i 1963 på Kunstakademiet hvorfra hun blev uddannet i 1969. Hun har i sin kunst blandet flere medier – maleri, film, fotografi, tegning og tekst og begyndte fra 1980'erne at udvikle fotoemulsioner ved at kombinere foto og maleri. Rex har en enestående position i dansk film- og kunsthistorie  for den måde hendes værker blander et avantgardistisk og poetisk univers med historier ofte båret af et feministisk engagement. Flere gange har hun samarbejdet med andre kunstnere som forfatter og politisk aktivist Inge Eriksen (1931-2015), med hvem hun lavede udstillingen Drømmen og den rasende latter på Tranegården i 1974 og året efter bogen Kællinger i Danmark, der var formet over deres brevveksling fra oktober 1973. Kællinger i Danmark som har undertitlen Agitationer fra ingenmandsland, var et forsøg på at beskrive et muligt alternativ til udviklingen inden for kvindebevægelsen siden ungdomsoprøret i 1968. Rex har haft talrige udstillinger både i Danmark og i udlandet . I 2013 afholdt Sophienholm den omfattende separatudstilling Skillelinjermed Rex's nyere værker samt et bredt retrospektivt udvalg fra hendes praksis. Udstillingen rejste til Silkeborg Bad i 2014. I 2018 afholdt Møstings Hus på Frederiksberg udstillingen Eftersøgning
I debutfilmen, den avantgardistiske kortfilm Tornerose var et vakkert barn(1971) som hun skabte med billedkunstneren Kirsten Justesen og to følgende film, afsøger Jytte Rex især kvinders liv og drømme, mens kortfilmen Den erindrende (1985) er en slags metafilmisk billedpoetik. Spillefilmene Belladonna (1981), Isolde (1989) og Planetens spejle (1992) blander fortælling, myter og drømme. Cikaderne findes (1998) er en klassisk portrætfilm om lyrikeren Inger Christensen og den blev fulgt af portrætfilm om grafikeren Palle Nielsen (2002) og komponisten Pelle Gudmundsen-Holmgreen (2007) samt arkitekten Henning Larsen, Henning Larsen - Lyset og rummet (2012).
Jytte Rex har modtaget flere stipendier og udmærkelser blandt andet fra Knud Højgaards Fond, Anne Marie Telmányis Fond og Nationalbankens Jubilæumsfond, og for sine film har hun modtaget filmkritikernes Bodil-pris for Den erindrende (1986) der var baseret på to noveller af den argentinske forfatter Jorge Luis Borges, en film hun modtog filmkritikernes Bodil for samt en Robert for portrætfilmen Palle Nielsen - mig skal intet fattes fra 2002 om billedkunstneren Palle Nielsen. I 1998 blev hun tildelt Eckersbergs Medaljen og samme år Statens Kunstfonds livsvarige hædersydelse. Hun modtog Skovgaard-Medaljen i 2004 og Thorvaldsen-Medaljen i 2005.
Hendes værker er repræsenteret i samlingerne på Statens Museum for Kunst, Aros, KUNSTEN, Ny Carlsbergfondet, Vejle Kunstmuseum og Fotomuseet i Odense.
Rex var fra 1975 til 1997 samboende med Christian Braad Thomsen, med hvem hun har datteren Rosemaria Rex (født 1976).

## Filmografi
- Tornerose var et vakkert barn (1971)
- Smertens børn (1977) (medvirkende)
- Veronicas svededug (1977)
- Achilleshælen er mit våben (1979)
- Belladonna (1981)
- Den erindrende (1985)
- Isolde (1989)
- Planetens spejle (1992)
- Inger Christensen - Cikaderne findes (1998)
- Palle Nielsen - mig skal intet fattes (2002)
- Floden (2003)
- Silkevejen (2004)
- Pigen med fletningen (2005)
- The voice of Iran (2006)
- Pelle Gudmundsen-Holmgreen: Musikken er et monster (2007)
- Henning Larsen - lyset og rummet (2012)

## Anerkendelser
- Stipendium fra Knud Højgaards Fond (1984)
- Bodilprisen for Den erindrende (1985)
- Stipendium fra Anne Marie Telmányis Fond (1994)
- Stipendium fra Nationalbankens Jubilæumsfond (1996)
- Eckersbergs Medaille (1998)
- Statens Kunstfonds livsvarige ydelse fra 1998